# Vio
Vio è stato un antico villaggio situato in Abruzzo, lungo la via Cecilia.
Nel XIII secolo fu uno dei castelli che parteciparono alla fondazione dell'Aquila.

## Geografia

### Territorio

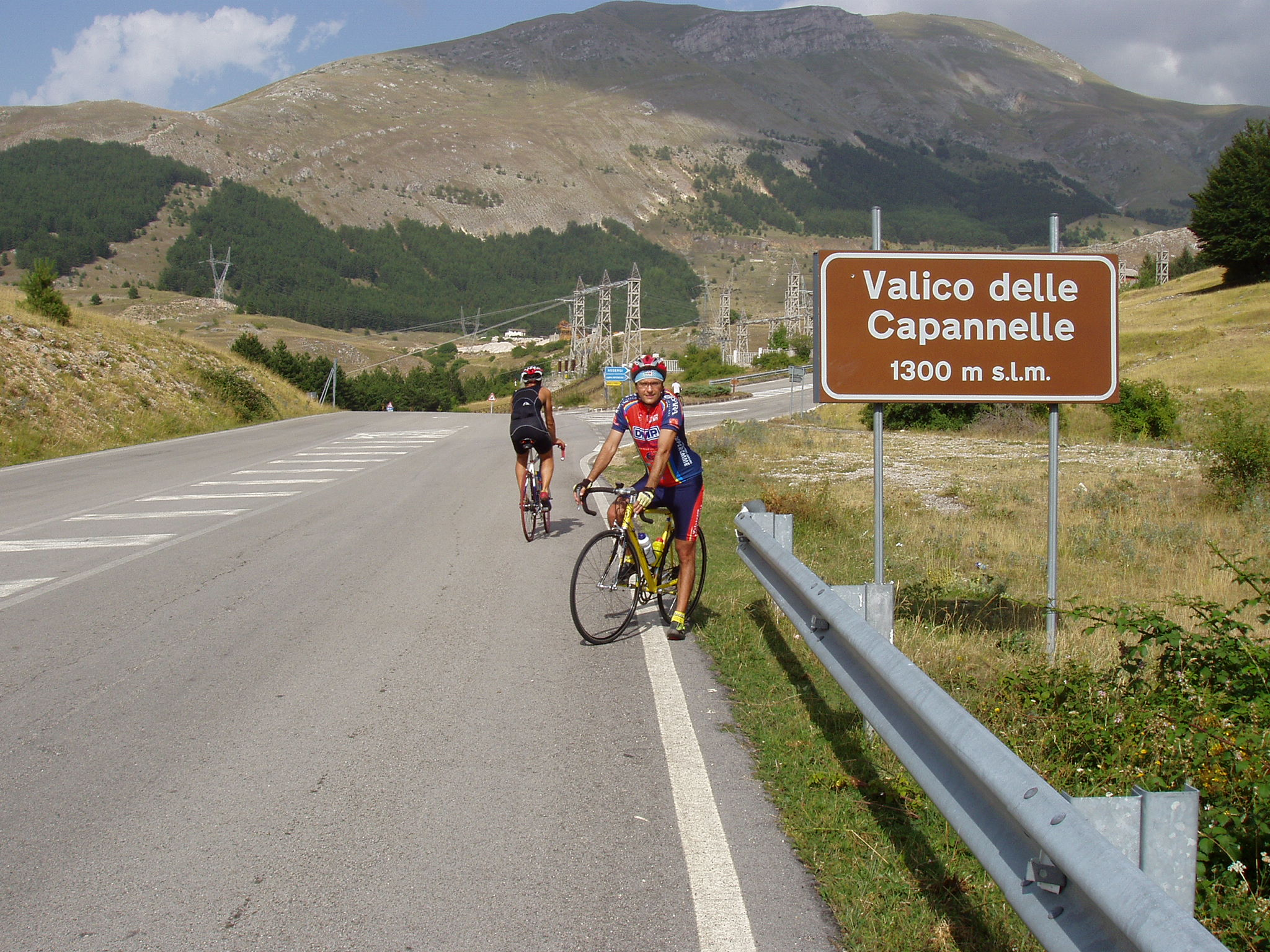
Il passo delle Capannelle, a breve distanza da Vio.

Il castello di Vio era situato a circa 1 300 metri s.l.m., incastonato tra il Gran Sasso d'Italia a sud e i Monti della Laga a nord, sulla dorsale nordoccidentale del monte San Franco. 
La posizione era particolarmente strategica poiché predominante sulla via Cecilia che collegava la valle dell'Aterno alla valle del Vomano e, più in generale, l'aquilano con il mare Adriatico; in particolare, era situato a monte del valico denominato Croce Abbìo, in corrispondenza dell'attuale bivio tra la S.S. 80 del Gran Sasso d'Italia, la S.P. 106 per Capitignano e a breve distanza dal passo delle Capannelle.

## Storia
Le notizie su Vio sono assai scarne; il castello non compare nel Catalogus Baronum del 1167 facendo ipotizzare che all'epoca fosse una villa afferente al castrum di Porcinaro, situato poco più a nord.
La sua presenza, associata a quella del castello di Pedicino (che pur appartenendo storicamente all'Aquila venne contesa nel corso del XVI secolo da Mascioni) con la chiesa di Santa Maria, è attestata solo a partire dal XIII secolo, quando partecipò, autonomamente rispetto ai vicini castelli di Chiarino e Porcinaro, alla fondazione dell'Aquila, come testimoniato dal Diploma di Carlo II di Napoli del 1294. Vio ricevette un locale nel quarto di San Pietro dove edificò la scomparsa chiesa di Sant'Angelo.
In seguito alla crescita di prestigio dell'Aquila, tuttavia, il villaggio originario si spopolò fino a scomparire, già nel 1408. Nel XIX secolo la località venne ricompresa nel territorio di Pizzoli.